# Константин II (царь Кахетии)
Константин II (Махмад Кули Хан) (ум. 28 декабря 1732) — царь Кахетии (1722—1732), царь Картли под именем Константина III (1723), сын царя Картли и Кахетии Ираклия I от наложницы, старший брат царя Кахетии Теймураза II.

## Воцарение
Родился и вырос в Исфахане (Иран). Наследовал царство после смерти своего старшего брата Давида II (Имамкули Хана) по повелению иранского шаха. Также шахом были отданы во властвование Эривань, Шамшадил и Казах. Впоследствии вместо Эривани была передана Гянджа и Карабах.
С 1722 года между царями Кахетии Константином II и Картли Вахтангом VI вспыхнула вражда. Оба царя разоряли владения друг друга. В 1723 году персидский шах сместил картлийского царя Вахтанга VI и отдал царский трон Картли кахетинскому царю Константину. Первые бои за трон Картли Константин уступал, но с помощью лезгин 4 мая 1723 года овладел Тбилиси. Вахтанг VI, его сын Бакар III вместе с сторонниками укрепились в районе Шида Картли (Гори).

## Вторжение османской армии
В то же время (1723—1727) военные столкновения на территории Грузии происходили между османскими и иранскими армиями. Османы под командованием эрзрумского паши Ибрагима выдвинулись по направлению Тбилиси. Картлийский царь Вахтанг VI в знак покорности отправил к нему сыновей Бакара и Иессея. Впоследствии и сам Константин прибыл в лагерь эрзурумского паши с просьбой о сохранении трона, передав ключи от тбилисской крепости, а также передал в подчинение Гянджу и Эривань.
12 июня 1723 года османская армия вошла в Тбилиси. Вахтанг VI подкупив турецкого пашу взамен получил в управление Картли где трон занял Бакар III. Константин же был пленен. Вскорости с тайной помощью Бакара Константин бежал в Кахетию. Через некоторое время и Бакар III восстал против османского владычества, турки-османы же назначили царем Картли его брата Иессея. В Мцхета Бакар III и Константин объединились против османских оккупантов. У Константина была надежда на помощь России. В связи с этим он просил российского императора Петра I о покровительстве, но Россия воздерживалась от этого вследствие мирного договора. Отправившись за помощью в Россию, Вахтанг VI и Бакар оставили Константина одного в борьбе с османами. Он укрепился в арагвском ущелье, связался со сторонниками в Эривани, Гяндже и Шамшадиле, но одновременный выход войск не смог организовать. В первую очередь враг расправился с группировкой в Южном Азербайджане, а затем, в сентябре 1724 года разгромил в Атенском ущелье Константина. Константину удалось спастись. В течение нескольких месяцев скрывался в землях Ксанского эристава, а затем в течение года в Пшави в горах, так как вся Кахетия была под властью лезгин и разорялась ими. В 1725 году население Кахетии изгнало лезгин и пригласило Константина в Телави. Он попытался использовать лезгин против осман с условием пропуска их в Картли и Самцхе-Джавахети для грабежа. После продолжительной борьбы Константин был вынужден договориться с османами о мире взамен дани. Хотя и доверия между османами и царем не было. А после того как иранский правитель Надир-шах добился успеха в битвах (1730—1732) с турками-османами, в Закавказье с новой силой вспыхнуло освободительное движение.

## Убийство царя
Для осман кахетинский царь Константин оказался абсолютно неприемлем, и пришедший в Кахетию из Ахалцихе Юсуф-паша на переговорах о мире вероломно убил Константина. (По сведениям, убийцей был слуга Исак паши Махмедбек. По сведениям историка Вахушти Багратиони, это произошло в 1729 году)